# Ингер-Мария Малке
Ингер-Мария Малке (на немски: Inger-Maria Mahlke) е немска писателка, авторка на романи, разкази и проза.

## Биография
Ингер-Мария Малке е родена през 1977 г. в Хамбург, но израства в Любек. Редовно прекарва училищните си ваканции при роднини на остров Тенерифе.
Следва юриспруденция в Свободния университет в Берлин, където работи в катедрата по криминология.
През 2005 г. участва в писателско ателие заедно с Херта Мюлер, през 2008 г. – в писателско ателие на „Фондация Юрген Понто“, а през 2009 г. – в писателско ателие на „Литературен колоквиум Берлин“.
През 2009 г. получава международната литературна награда Open Mike.
Над втората част на дебютния си роман „Сребърна рибка“ („Silberfischchen“) писателката работи от януари до март 2010 г., понякога по 16 часа дневно. За романа, описващ озлобен пенсиониран полицай, който изненадващо прибира при себе си една полска чистачка, Ингер-Мария Малке спечелва през 2010 г. присъжданата за първи път и възлизаща на 5000 евро награда Klaus-Michael Kühne-Preis на „Литературния фестивал“ в Хамбург.
Голям успех има и романът ѝ „Архипелаг“ („Archipel“) (2018), който печели „Немската награда за книга“. Романът разказва хронологически от 1919 до 2015 г., но в обратен ред, историята на пет поколения различни семейства на остров Тенерифе.
Малке е член е на немския ПЕН клуб. Живее в Берлин.

## Награди и отличия
- 2009: Open Mike
- 2010: Klaus-Michael Kühne-Preis
- 2012: „Награда Ернст Вилнер“ към „Награда Ингеборг Бахман“
- 2014: Arbeitsstipendium der Kulturverwaltung des Berliner Senats
- 2014: Karl-Arnold-Preis
- 2015: „Немска награда за книга“ (финалист)
- 2017: Magdeburger Stadtschreiberin
- 2018: „Немска награда за книга“
- 2018: „Баварска награда за книга“ (номинация)